# Maria do Rosário Nascimento e Silva
Maria do Rosário Nascimento e Silva, também conhecida como Rosario Nascimento e Silva (Rio de Janeiro, 1949 - 17 de outubro de 2010) foi atriz, produtora, roteirista, diretora de cinema e escritora brasileira.
Foi uma atriz atuante no chamado Cinema Novo e primeira cineasta mulher do país.

## Biografia
Nasce em 1949, numa data desconhecida, a filha do ex-ministro da Previdência Social Nascimento e Silva com sua esposa Vilma de Carvalho.

### Relacionamentos
Foi casada com Walter Clark, com quem teve a filha Eduarda Clark.
Foi casada com Nelson Pereira dos Santos.
Após ser apresentada ao escritor Paulo Coelho pela sua amiga Hildegard Angel, acabou namorando com o escritor por um tempo, mas o relacionamento tornou-se em uma amizade bem valorizada por ambos.

## Filmografia

### Como atriz
| Ano  | Título                              | Personagem  | Notas                   |
| ---- | ----------------------------------- | ----------- | ----------------------- |
| 1968 | Os Marginais                        | Maria Luiza | Segmento: "Guilherme"   |
| 1969 | Macunaíma                           | Iquiri      |                         |
| 1970 | Juliana do Amor Perdido             | Juliana     |                         |
| 1971 | Piranhas do Asfalto                 | —           |                         |
| 1972 | Jardim de Guerra                    | —           |                         |
| 1975 | As Aventuras Amorosas de um Padeiro | Ritinha     |                         |
| 1976 | Ninguém Segura Essas Mulheres       | Tuta        | Segmento: "Desencontro" |

### Como diretora, roteirista ou produtora
- Quarta-Feira (1972), com Bruno Barreto – direção, direção de produção e montagem;
- Eu Sou Brasileiro (1973), direção, roteiro e direção de produção;
- Marcados para Viver (1976), direção, roteiro e produção;
- Paraíso no Inferno (de Joel Barcellos) (1976) – produção;
- As Pequenas Taras (1978) – direção e produção; roteiro em parceria com Almir Muniz;

### Como escritora
- "Abrace-me Urgentemente" (2007), contos[1]
- "Notas Sobre o Abismo" (????)[1]